# Les Combattants de Serkos
Les Combattants de Serkos est un roman de science-fiction d'André Caroff, paru en 1978.

## Résumé
Sur Behera, Tio Honela rejoint son poste aux confins du continent Lob afin d’étudier le refroidissement climatique de la planète. Un panne des systèmes l’oblige à prendre à pied le chemin qui le sépare de la ville la plus proche. Quand il y parvient, il découvre que tout le monde est parti. De la capitale, on l’informe qu’en fait les habitants situés au nord du 59ème parallèle ont disparu du jour au lendemain. Pendant la transmission, il est lui-même victime d’un gaz désintégrateur.
Trois mois plus tard, il est décidé d’aller chercher de la matière sur Serkos pour compenser les pertes de masse de la planète. Une expédition menée par le superaider Ian Doma et son lieutenant Bul Salor pour protéger les vaisseaux de chargement est donc envoyée sur l’astre mort, situé à 2 mois de voyage. Sous la houlette du technicien Ker Din, les travaux d’excavation commencent. Parfois les sentinelles aperçoivent des silhouettes d'allure humaine sur les monts voisins. Après quatre semaines de travaux, un message leur parvient d’un représentant de la civilisation holasienne, qui leur laisse 12 heures pour quitter Serkos, sinon ils seront anéantis. Comme avertissement plusieurs vaisseaux sont alors abattus. Ian Doma reçoit l’ordre de tenir coûte que coûte. La flotte restante retourne sur Behera, mais Ian Doma reste avec 150 raiders pour percer le mystère holasien. 
Ils se font capturer grâce après avoir inhalé un gaz paralysant, et se réveillent prisonniers des holasiens. Withelock, le leader leur apprend qu’ils serviront de main-d’œuvre. Ainsi, avec de nombreux autres béhériens, ils sont contraints de travailler le minerai qui provient de Behera, pour, pense-t-on, en extraire l’uranium. Ian sont lieutenant et deux autres parviennent à s’échapper lors d’un changement d’équipe de prisonniers. Ils parviennent au niveau 72, celui des J.A.P. où ils sont aidés par Amsharam, condamné parce que trop vieux (40 ans) et malade, donc devenu improductif. Là, ils découvrent une société extrêmement hiérarchisée. Avec Amsharam, ils remontent jusqu’au 59ème niveau du vaisseau holasien où ils sont repris malgré l’aide de prisonniers behérien. 
Ils se réveillent, et découvrent que Tio Honela n’est pas mort mais a été rematérialisé  comme tant d’autres pour servir de base à une nouvelle société que les holasiens veulent installer sur Behera. Ian et Bul parviennent à s’échapper une seconde fois, et passent cette fois dans la structure du vaisseau. Ils progressent pendant trois jours vers le haut, et parviennent la surface du vaisseau qui leur paraît transparente. 
Ils découvrent qu’ils sont en fait toujours sur Serkos et que Holas n’existe pas. Les holasiens ont creusé depuis plusieurs siècles les profondeurs de Serkos pour s’y installer. Ian et Bul parviennent, malgré la fatigue à tuer deux policiers qui étaient à leur trousses et à leur voler uniformes et vivres. Ils retrouvent leur campement et l’un des vaisseaux qui a été laissé volontairement à leur disposition pour communiquer avec Behera. Ils informent de la situation les forces armées qui étaient déjà en route pour Serkos. Grâce à l’équipement du Lob III, ils détruisent les canons holasiens dirigés vers le ciel, puis quittent le vaisseau devenu une cible. Des grottes où ils se réfugient, ils tuent Withelock venu constater la situation lui-même. Après négociations, les holasiens acceptent leur reddition.